# 毛脉枣
毛脉枣（学名：Ziziphus pubinervis）为鼠李科枣属下的一个种。